# Tri Bourne
Tri Bourne (* 20. Juni 1989 in Kailua, Hawaii) ist ein US-amerikanischer Volleyball- und  Beachvolleyballspieler.

## Karriere Hallen-Volleyball
Tri Bourne begann mit dem Hallenvolleyball 2001 beim Outrigger Canoe Club und spielte 2007 für die Maryknoll Highschool in Honolulu. Von 2008 bis 2011 war den Außenangreifer, der auch als Libero eingesetzt wurde, in Kalifornien für die USC Trojans aktiv. Mit der US-amerikanischen Junioren-Nationalmannschaft gewann Bourne 2008 die Bronzemedaille bei den U21-NORCECA-Kontinentalmeisterschaften in El Salvador und belegte 2009 den achten Platz bei den U21-Weltmeisterschaften im indischen Pune.

## Karriere Beachvolleyball
2007 wurde Tri Bourne in Honolulu zusammen mit Riley McKibbin im Beachvolleyball U20-Meister der nationalen „Amateur Athletic Union“ (AAU). 2012 spielte Bourne mit verschiedenen Partnern auf der AVP-Tour. Ab 2013 startete John Hyden an der Seite des gebürtigen Hawaiianers. Der wurde im gleichen Jahr als „Most Improved Player“ und „Newcomer of the Year“ und eine Saison später als „Best Offensive Player“ der AVP und als „Top Rookie“ der FIVB ausgezeichnet. Die beiden Nordamerikaner siegten im gleichen Spieljahr beim Grand Slam Berlin. Es war das erste Mal seit 2012, dass es ein rein US-amerikanisches Finale gab und es war das erste Mal in der Geschichte der FIVB, dass alle drei Podestplätze von Qualifikanten belegt wurden. 2015 wurden Bourne und Hyden das „AVP Team of the Year“. Bis Ende 2016 erreichten sie zahlreiche Top-Ten-Ergebnisse auf beiden Beachtouren. Beim FIVB Saisonfinale in Toronto wurden sie Dritte. Anschließend musste Bourne wegen einer Autoimmunerkrankung seine Karriere unterbrechen.
Ab 2018 spielte Bourne an der Seite von Trevor Crabb. Die beiden gewannen das FIVB drei Sterne Event in Qinzhou. In den folgenden Jahren belegten sie bei vier Veranstaltungen der amerikanischen Serie den Bronzerang und gewannen das Saisonfinale 2020.  Eine Spielzeit nach ihrem Sieg in China erreichten sie bei der World Tour mit dem dritten Rang im mexikanischen Chetumal noch einen Stockerlplatz und in Jinjiang als Vierte eine zusätzliche Halbfinalteilnahme. Vier weitere Male gehörten sie zu den besten acht Teams bei Vier Sterne Events und erreichten dazu noch vier Mal das Achtelfinale bei der World Tour. Anschließend nahm Tri Bourne als Partner von Jake Gibb am olympischen Turnier 2021 in Tokio teil, nachdem dessen regulärer Partner Taylor Crabb, der Zwillingsbruder von Trevor, wegen eines positiven COVID-19-Tests nicht antreten konnte. Gibb und Bourne schieden im Achtelfinale gegen das deutsche Duo Thole/Wickler aus.
Nach den Olympischen Spielen gewannen Tri Bourne und Trevor Crabb vier Turniere der amerikanischen Serie und wurden zwei Mal Zweite und zwei Mal Dritte. 2022 wurden sie außerdem das „AVP Team of the Year“. Für Bourne war es das zweite Mal, dass er diese Auszeichnung erhielt. Er wurde zusätzlich wertvollster Spieler der Serie. Bei der FIVB World Tour und später bei der Volleyball World Beach Pro Tour standen die beiden Athleten noch vier Mal im Achtelfinale, die WM 2022 in Rom eingeschlossen. Der größte Erfolg ihrer gemeinsamen Karriere war ihnen jedoch drei Jahre zuvor gelungen, als die bei der Weltmeisterschaft in Hamburg erst im Halbfinale an den späteren Siegern Stojanowski / Krassilnikow scheiterten und danach auch das Bronzematch gegen die Norweger Mol / Sørum in drei Sätzen verloren. Ende 2022 beendeten die beiden US-Amerikaner ihre Zusammenarbeit. Während Trevor Crabb seitdem mit Theodore Brunner auf Punktejagd geht, heißt der neue Partner von Tri Bourne Chaim Schalk.

## Auszeichnungen
- 2013 AVP Newcomer of the Year
- 2013 AVP Most Improved Player
- 2014 AVP Best Offensive Player
- 2014 FIVB Top Rookie
- 2015 AVP Team of the Year (mit John Hyden)
- 2022 AVP Team of the Year (mit Trevor Crabb)
- 2022 AVP Most Valuable Player

## Familie
Tri Bourne hat drei ältere Geschwister. Seine Eltern Katy und Peter sind beide Triathleten.